# Wonder Woman 1984 (colonna sonora)
Wonder Woman 1984: Original Motion Picture Soundtrack è l'album discografico di colonna sonora del film del 2020 Wonder Woman 1984. L'album è stato composto dal musicista tedesco Hans Zimmer.

## Tracce
Wonder Woman 1984: Original Motion Picture Soundtrack
1. Themyscira – 3:51
2. Games – 5:17
3. 1984 – 7:04
4. Black Gold – 4:55
5. Wish We Had More Time – 2:54
6. The Stone – 2:13
7. Cheetah – 3:13
8. Fireworks – 2:38
9. Anything You Want – 4:45
10. Open Road – 5:36
11. Without Armor – 3:46
12. The White House – 7:45
13. Already Gone – 5:04
14. Radio Waves – 8:02
15. Lord of Desire – 2:44
16. The Beauty in What Is – 3:48
17. Truth – 4:45
18. Lost and Found (bonus track) – 11:55

Wonder Woman 1984: Sketches from the Soundtrack
1. '84 – 2:28
2. No Hero Is Born from Lies – 4:38
3. Apex Predator – 5:08
4. The Monkey Paw – 6:49
5. Barbara Minerva – 1:32
6. Dechalafrea Ero – 11:10
7. In Love – 10:48
8. Citrine – 3:04
9. In Harm's Way – 5:15
10. Life Is Good, But It Can Be Better – 11:51
11. The Amazon – 9:44